# Florina (gmina)
Florina (gr. Δήμος Φλώρινας, Dimos Florinas) – gmina w Grecji, w administracji zdecentralizowanej Epir-Macedonia Zachodnia, w regionie Macedonia Zachodnia, w jednostce regionalnej Florina. W 2011 roku liczyła 32 881 mieszkańców. Powstała 1 stycznia 2011 roku w wyniku połączenia dotychczasowych gmin: Kato Klines, Meliti, Perasma i Florina. Siedzibą gminy jest Florina.